# Nordwestdeutsche Football Liga
Die Nordwestdeutsche Football Liga (NFL) war in den Jahren 1980 und 1981 eine Konkurrenzliga zur 1. Bundesliga des American Football Bund Deutschland (AFBD). Nach Verbandsquerelen innerhalb des AFBD gründeten einige American-Football-Vereine, darunter die Düsseldorf Panther, Cologne Crocodiles und Bremerhaven Seahawks, den Konkurrenzverband American Football Verband (AFV) und veranstaltete die Nordwestdeutsche Football Liga. 1982 schlossen sich die Verbände wieder zusammen, es entstand der noch heute bestehende American Football Verband Deutschland (AFVD). Die Endspiele der NFL wurden vom neuen Verband nicht als offizielle Meisterschaften anerkannt.

## Saison 1980
An der Liga nahmen sechs Mannschaften teil. Die Düsseldorf Panther und die Bremerhaven Seahawks hatten im Vorjahr an der AFBD-Bundesliga teilgenommen.
Nachdem die Seahawks die Saison dominiert hatten, verloren sie das Endspiel gegen die Düsseldorf Panther mit 6:15.
|    | Verein               | Sp | G  | V | U | Punkte | TD      | Diff. |
| -- | -------------------- | -- | -- | - | - | ------ | ------- | ----- |
| 1. | Bremerhaven Seahawks | 10 | 10 | 0 | 0 | 20:0   | 243:044 | +199  |
| 2. | Düsseldorf Panther   | 10 | 7  | 2 | 1 | 15:05  | 168:081 | +87   |
| 3. | Cologne Crocodiles   | 10 | 5  | 4 | 0 | 12:08  | 275:103 | +172  |
| 4. | Düsseldorf Bulldozer | 10 | 3  | 6 | 1 | 07:13  | 087:189 | −102  |
| 5. | Hamburg Vikings      | 10 | 2  | 8 | 0 | 04:16  | 038:236 | −198  |
| 6. | Solingen Steelers    | 12 | 2  | 9 | 1 | 02:18  | 034:236 | −202  |

|  |        |  | Endspiel             |                          |                    |  |                               |
|  | Essen  |  | Bremerhaven Seahawks | \| \| 6 : 15 \| \| \| \| | Düsseldorf Panther |  | Grugastadion Zuschauer: 8.000 |
|  | Essen  |  | Bremerhaven Seahawks |                          | Düsseldorf Panther |  | Grugastadion Zuschauer: 8.000 |
|  | 6 : 15 |  |                      |                          |                    |  |                               |
|  |        |  |                      |                          |                    |  |                               |

## Saison 1981
An der Liga nahmen 1981 neun Mannschaften teil. Die Cologne Crocodiles, Bremerhaven Seahawks und Solingen Steelers waren zum Spielbetrieb des AFBD gewechselt.
|    | Verein                   | Sp | Punkte    | TD      | Diff. |
| -- | ------------------------ | -- | --------- | ------- | ----- |
| 1. | Düsseldorf Panther       | 15 | 27:3      | 679:97  | +576  |
| 2. | Mannheim Redskins        | 15 | 24:6 (?)  | 525:124 | +401  |
| 3. | Herne Tigers             | 15 | 22:8      | 372:314 | +58   |
| 4. | Mönchengladbach Mustangs | 15 | 19:11     | 415:190 | +225  |
| 5. | Düsseldorf Bulldozer     | 15 | 14:14 (?) | 260:272 | −12   |
| 6. | Essen Eagles             | 15 | 10:18 (?) | 238:240 | −2    |
| 7. | Bonn Jets                | 15 | 4:26      | 83:636  | −553  |
| 8. | Wuppertal Greyhounds     | 15 | 0:30      | 38:697  | −659  |
| 9. | Hamburg Vikings *)       | 8  | 6:10      | 102:142 | −40   |

|  |               |  | Endspiel           |                           |                   |  |                               |
|  | Gelsenkirchen |  | Düsseldorf Panther | \| \| 34 : 18 \| \| \| \| | Mannheim Redskins |  | Parkstadion Zuschauer: 11.000 |
|  | Gelsenkirchen |  | Düsseldorf Panther |                           | Mannheim Redskins |  | Parkstadion Zuschauer: 11.000 |
|  | 34 : 18       |  |                    |                           |                   |  |                               |
|  |               |  |                    |                           |                   |  |                               |

## Saison 1982
In die Bundesliga des AFVD wurden Düsseldorf Panther, Mannheim Redskins, Herne Tigers, Mönchengladbach Mustangs und die Essen Eagles aufgenommen. Die Düsseldorf Bulldozer, die Bonn Jets und die Wuppertal Greyhounds spielten in der 2. Bundesliga, ebenso wie die Hamburg Dolphins als Nachfolger der Vikings.